# 왓슨스

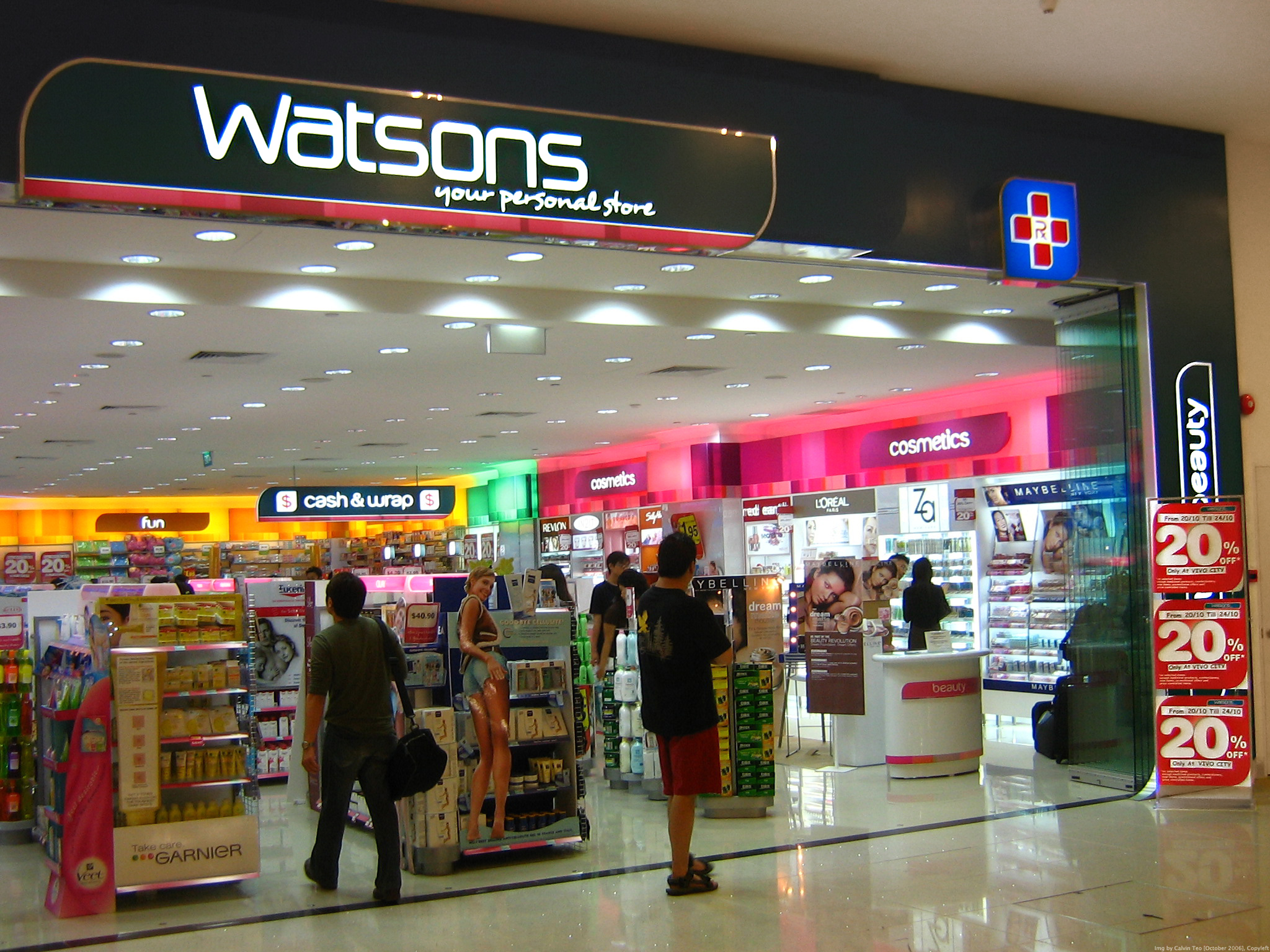
싱가포르 비보시티에 위치한 왓슨스

왓슨스(중국어: 屈臣氏, 영어: Watsons)는 홍콩에 본사를 둔 드러그스토어 체인이다. 홍콩 허치슨 왐포아(Hutchison Whampoa) 그룹 계열의 A.S 왓슨에서 운영한다. 주 운영지역은 중화권, 동남아, 터키, 우크라이나, 리투아니아, 라트비아이다.
대한민국에는 2005년에 GS리테일 계열의 GS왓슨스을 통하여 소개됐으며, 2018년에 라이선스가 만료된 후 GS리테일이 왓슨스 본사와 재계약하지 않고 자체 드러그스토어 브랜드인 랄라블라를 런칭했다.